# Communauté de communes de la Veyle
La communauté de communes de la Veyle est une communauté de communes située dans l'Ain et regroupant 18 communes. Le territoire correspond au canton de Vonnas excepté Saint-Laurent-sur-Saône qui est rattachée à la communauté d'agglomération Mâconnais Beaujolais Agglomération.

## Historique
Elle est créée le 1er janvier 2017 par la fusion des communautés de communes du canton de Pont-de-Veyle et des Bords de Veyle.

## Territoire communautaire

### Composition
La communauté de communes est composée des 18 communes suivantes :

| Nom                     | Code Insee | Gentilé         | Superficie (km2) | Population (dernière pop. légale) | Densité (hab./km2) |
| ----------------------- | ---------- | --------------- | ---------------- | --------------------------------- | ------------------ |
| Pont-de-Veyle (siège)   | 01306      | Pont-de-Veylois | 1,94             | 1 600 (2022)                      | 825                |
| Bey                     | 01042      | Beydouins       | 2,77             | 290 (2022)                        | 105                |
| Biziat                  | 01046      | Biziatis        | 11,39            | 897 (2022)                        | 79                 |
| Chanoz-Châtenay         | 01084      | Chanoziens      | 13,42            | 943 (2022)                        | 70                 |
| Chaveyriat              | 01096      |                 | 16,87            | 1 057 (2022)                      | 63                 |
| Cormoranche-sur-Saône   | 01123      | Cormoranchois   | 9,85             | 1 165 (2022)                      | 118                |
| Crottet                 | 01134      | Crottassis      | 12,12            | 1 844 (2022)                      | 152                |
| Cruzilles-lès-Mépillat  | 01136      | Cruzillards     | 11,84            | 951 (2022)                        | 80                 |
| Grièges                 | 01179      | Griègeois       | 14,87            | 1 909 (2022)                      | 128                |
| Laiz                    | 01203      | Laiziens        | 10,31            | 1 292 (2022)                      | 125                |
| Mézériat                | 01246      | Mézériatis      | 19,17            | 2 179 (2022)                      | 114                |
| Perrex                  | 01291      | Perrexiens      | 11,07            | 861 (2022)                        | 78                 |
| Saint-André-d'Huiriat   | 01334      | Huiriatis       | 9                | 671 (2022)                        | 75                 |
| Saint-Cyr-sur-Menthon   | 01343      | Saint-Cyriens   | 16,93            | 1 867 (2022)                      | 110                |
| Saint-Genis-sur-Menthon | 01355      |                 | 11,55            | 488 (2022)                        | 42                 |
| Saint-Jean-sur-Veyle    | 01365      |                 | 11,21            | 1 154 (2022)                      | 103                |
| Saint-Julien-sur-Veyle  | 01368      | Juliveylois     | 9,84             | 853 (2022)                        | 87                 |
| Vonnas                  | 01457      | Vonnassiens     | 17,81            | 3 233 (2022)                      | 182                |

### Démographie
| 1968   | 1975   | 1982   | 1990   | 1999   | 2009   | 2014   | 2020   |
| ------ | ------ | ------ | ------ | ------ | ------ | ------ | ------ |
| 12 517 | 13 555 | 15 315 | 16 990 | 17 882 | 20 667 | 21 655 | 23 096 |

## Administration

### Siège
Le siège de la communauté de communes est situé à Pont-de-Veyle.

### Les élus
Le conseil communautaire de la communauté de communes se compose de 32 conseillers, élus pour une durée de six ans.
Ils sont répartis comme suit :
| Nombre de conseillers | Communes                                          |
| --------------------- | ------------------------------------------------- |
| 5                     | Vonnas                                            |
| 3                     | Crottet, Grièges, Mézériat, Saint-Cyr-sur-Menthon |
| 2                     | Laiz, Pont-de-Veyle                               |
| 1 (+1 suppléant)      | les 11 autres communes                            |

### Présidence
| Période                                  | Période  | Identité           | Étiquette | Qualité                                    |
| ---------------------------------------- | -------- | ------------------ | --------- | ------------------------------------------ |
| Les données manquantes sont à compléter. |          |                    |           |                                            |
| 2017 (Réélu en 2020)                     | En cours | Christophe Greffet | PS        | Maire de Saint-Genis-sur-Menthon (1995 → ) |

### Compétences
- Actions “enfance et jeunesse”
- Accompagnement de la petite enfance
- Solidarité intergénérationnelle et médicale
- Renforcement des services publics
- Développement de l’offre touristique
- Soutien à la vie associative et sportive
- Animation du territoire et culture
- Développement de l’activité économique
- Mise en œuvre d’un projet de territoire
- Préservation de l’environnement
- Assainissement collectif et non collectif
- Eau potable
- GEMAPI

### Régime fiscal et budget
Le régime fiscal de la communauté de communes est la fiscalité professionnelle unique (FPU).